# Aliphera marginalis
Aliphera marginalis är en insektsart som först beskrevs av Gerstaecker 1860.  Aliphera marginalis ingår i släktet Aliphera och familjen lyktstritar. Inga underarter finns listade i Catalogue of Life.